# Андрюшино (Бежаницкий район)
Андрюшино — деревня на юго-западе Бежаницкого района Псковской области. Входит в состав сельского поселения Кудеверская волость.
Расположена на Бежаницкой возвышенности, на южном берегу озера Алё, в 5 км к северо-востоку от волостного центра Кудеверь и в 35 км к юго-западу от райцентра Бежаницы.
Численность населения деревни по состоянию на 2000 год составляла 17 жителей.